# Hrvatsko-njemački odnosi
|                    |                            |
| Republika Hrvatska | Savezna Republika Njemačka |

Hrvatsko-njemački odnosi odnose se na međudržavne odnose između Hrvatske i Njemačke. Službeno su započeli 15. siječnja 1992. godine. Obje države su članice Organizacije za europsku sigurnost i suradnju, Vijeća Europe, NATO-a i Europske unije. 
Njemačka ima veleposlanstvo u Zagrebu i konzularnoga predstavnika u Splitu.
Hrvatska ima veleposlanstvo u Berlinu i pet konzulata u Njemačkoj: u Düsseldorfu, Frankfurtu, Hamburgu, Münchenu i Stuttgartu.
Manjina »Nijemci i Austrijanci« službeno je priznata u Republici Hrvatskoj. Hrvatski dušobrižnički ured u Njemačkoj (njem. Kroatenseelsorge in Deutschland) pastoralni je ured koji vodi duhovnu brigu o katoličkim Hrvatima u Njemačkoj.

## Povijest
Jedna od prvih odnosa između Hrvata i Nijemaca (franačke države) spominje Gottschalk von Orbaisa u opisu kneza Trpimira u 9. stoljeću. U to doba došlo je do ratnih sukoba između Franaka i Hrvata. Tako je npr. 838. bavarski herceg (herzög), a kasnije i istočnofranački kralj, Ludvig Njemački poslao vojsku na kneza Panonske Hrvatske Ratimira koji je uspješno odbija. U novije doba su se Hrvati povezali s njemačkim govornim područjem kroz personalnu uniju Hrvatske s Austrijom (1527.), a austrijski vladari u to vrijeme vladali su u i dijelovima Njemačke kao i Svetoga Rimskog Carstva. 
U 17. i 18. stoljeću dolazi do planskoga naseljavanja stanovništva njemačkoga govornog područja tzv. Podunavskih Nijemaca u područja zbog rata osiromašenih stanovništvom između Habsburške monarhije (čijom je Hrvatska bila dijelom) i Osmanskoga carstva. Najviše ovih doseljenika na području Hrvatske naseljeno je u Istočnoj Slavoniji, sa središtem u Osijeku (njem. Esseg) i zapadnom Srijemu. U Osijeku je postojalo njemačko kazalište Esseg, koje prestaje s radom na njemačkom jeziku 1911.
U Prvomu svjetskom ratu su se Hrvati kao stanovnici Austro-Ugarske borili na strani Centralnih Sila. S raspadom trojne monarhije na kraju Prvoga svjetskog rata, Hrvati i hrvatski Nijemci ulaze u Kraljevstvo Srba, Hrvata i Slovenaca. 
Nijemci su se pokušali kao manjina organizirati u Njemačku stranku (njem. Partei der Deutschen), ali ona je kasnije zabranjena. U Kraljevini Jugoslaviji Hrvati i nesrpski narodi nalaze se u podčinjenom položaju, osobito uspostavom Šestosiječanjske diktature.
Pobjedom Trećega Reicha nad Kraljevinom Jugoslavijom dolazi do osnutka Nezavisne Države Hrvatske koja je bila marionetska država Sila Osovine. Jedan dio Wehrmachta ostaje u državi. 1942. i 1943. dolazi do povećanja kontigenta njemačkih vojnika na teritoriju NDH zbog povećanih ratnih djelovanja zajedno s ustaškim jedinicama protiv partizanskih odreda.
Krajem rata veliki broj podunavskih Nijemaca povlači se zajedno s njemačkom vojskom, a oni koji su ostali bili su izloženi represalijama  jugoslavenskih vlasti. Te represalije opravdavale su se optužbom kako su Nijemci kolektivno surađivali s njemačkim okupatorom. 
Prema SFR Jugoslaviji, iako je bila komunistički režim (ali ne i članica Varšavskog pakta), Zapadna Njemačka (članica NATO-a) početkom Hladnoga rata nije imala istu vanjsku politiku kao prema ostatku Istočnoga bloka. Usvajanjem Hallsteinove doktrine dolazi do prekida odnosa između država zbog jugoslavenskoga priznanja Istočne Njemačke. Vremenom Hallsteinova doktrina gubi na snazi i 1968. ponovno dolazi do uspostavljanja diplomatskih odnosa. Osim toga, iste godine dolazi do potpisivanja dogovora između Njemačke i Jugoslavije o radnoj snazi, tako da veliki broj Hrvata odlazi u Njemačku kao gastarbeiteri. Veliki broj njemačkih turista putuje u Jugoslaviju na odmor, a najposjećeniji bio je hrvatski dio jadranske obale.
Savezna Republika Njemačka odigrala je važnu ulogu 1991. u borbi za priznanje neovisnosti Republike Hrvatske. Njemačka je kritizirana da je prebrzim priznanjem otežala pronalaženje mirovnoga rješenja. Ovakvim stajalištima protivio se i ministar vanjskih poslova Hans-Dietrich Genscher koji je tvrdio da je priznanje dogovarano s ostalim članicama EU-a. Za vrijeme Velikosrpske agresije na Hrvatsku i BiH Njemačka je humanitarno pomagala Hrvatsku i hrvatske žrtve. Veliki broj hrvatskih izbjeglica tijekom rata našao je sklonište u Njemačkoj.

## Zanimljivosti
- Prvi izabrani Hrvat u Bundestag bio je Josip Juratović.
- U mjestu Selca na Braču nalazi se skulptura njemačkoga ministara vanjskih poslova Hansa Dietricha Genschera.